# Charon grayi
Espèce
Synonymes
- Phrynus grayi Gervais, 1842
- Charon hoeveni Karsch, 1880
- Charon beccarii Thorell, 1888
- Charon papuanus Thorell, 1888
- Charon subterraneus Thorell, 1888

Charon grayi est une espèce d'amblypyges de la famille des Charontidae.

## Distribution
Cette espèce se rencontre aux Philippines, aux Palaos, en Papouasie-Nouvelle-Guinée, en Indonésie, à Singapour et en Malaisie.

## Publication originale
- Gervais, 1842 : Entomologie. L'Institut, Journal Universel des Sciences et des Sociétés Savantes en France et a l'Étranger, 1re Section, vol. 10, p. 76.